# Tekken 3
Tekken 3 (鉄拳3) és la tercera entrega de la popular sèrie de videojocs de lluita Tekken. La versió per a màquines recreatives va distribuir-se el març de 1997 i la versió per PlayStation el març-setembre de 1998. També es va distribuir la versió recreativa del joc el 2005 per a PlayStation 2 com una part del mode Arcade History del Tekken 5. Tekken 3 és considerat com un dels millors jocs del seu gènere de tots els temps. Tekken 3 és un dels videojocs més venuts de tots els temps per a PlayStation amb més de 8,5 milions de còpies venudes a tot el món.
Va ser llançat primerament per a màquines Namco System 12 (una millora respecte a les dues entregues anteriors de Tekken que utilitzaven System 11). Va ser la darrera entrega de la sèrie que tenia versió per a PlayStation. Una seqüela no oficial va ser posada en circulació el 1999 i 2000 per a màquines de recreatius i PlayStation 2 respectivament, titulada Tekken Tag Tournament, i posteriorment, es va llançar una seqüela oficial, Tekken 4, per a recreatius i PlayStation 2 el 2001 i el 2002 respectivament.